# Rubus lucens
Rubus lucens es una especie de planta del género Rubus, perteneciente a la familia Rosaceae.

## Taxonomía
Rubus lucens fue descrita por Wilhelm Olbers Focke en 1874.

## Distribución
Se encuentra en el territorio de Assam, centro-sur de China y oriente del Himalaya.